# Allowissadula
Allowissadula, biljni rod iz porodice sljezovki. Priada mu deset vrsta čija su domovina Meksiko i jug SAD-a (Novi Meksiko i Teksas)

## Vrste
1. Allowissadula chiangii M.C.Johnst.
2. Allowissadula floribunda (Schltdl.) Fryxell
3. Allowissadula glandulosa (Rose) D.M.Bates
4. Allowissadula holosericea (Scheele) D.M.Bates
5. Allowissadula lozanoi (Rose) D.M.Bates
6. Allowissadula microcalyx (Rose ex R.E.Fr.) D.M.Bates
7. Allowissadula pringlei (Rose) D.M.Bates
8. Allowissadula racemosa (Schltdl.) Fryxell
9. Allowissadula rosei (R.E.Fr.) D.M.Bates
10. Allowissadula sessei (Lag.) D.M.Bates